# Jeorjos Sawulidis
Jeorjos Sawulidis, gr. Γεώργιος Σαββουλίδης (ur. 23 lipca 1992) – grecki zapaśnik walczący w stylu wolnym. Zajął 24 miejsce na mistrzostwach świata w 2015. Dwunasty na mistrzostwach Europy w 2020. Dziewiąty na igrzyskach europejskich w 2015 i trzynasty w 2019. Piąty na igrzyskach śródziemnomorskich w 2013. Mistrz śródziemnomorski w 2014 i 2015 roku.